# Алты чуб
Алты чуб — в середине VII в. н. э. тюркское название шести чубов, интерпретируются как чуйские племена, потомки среднеазиатских хуннов:
- чуюэ,
- чуми,
- чумугунь,
- два раздела племени чубань,
- шато[1] — подразделение племени чуюэ.

## Происхождение
Согласно Л. Н. Гумилёву, алты-чуб — потомки «малосильных» хуннов, которые во II веке не ушли от наседавших сяньбийцев на запад, а укрылись в горных долинах Тарбагатая и Саура. В V веке они покорили Семиречье и Западную Джунгарию, а в VI—VII веках вошли в состав Западно-тюркского каганата.
По Н. Я. Бичурину, земли «слабосильных» хуннов — один из аймаков, принадлежавших северному хуннускому шаньюю, пораженному китайским полководцем Дэу Хянь. Северный шаньюй в 93 году перешел через хребет Гинь-вэй-шань и ушел на запад в Кангюй, а «слабосильные» остались в числе около 200 000 душ. Они заняли нынешний Тарбагатайский округ под названием Дома Юэбань.
При этом в отношении собственно хуннов существуют монгольская, тюркская, тюрко-монгольская и другие версии происхождения.

## История
После раздоров в Западнотюркском каганате часть князей тюрков Ашина вынуждена была бежать. В 640 г. Ашина Мишэ вместе с подчинёнными ему племенами чуюэ и чуми ушёл на восток и подчинился Танскому государству.
Основная часть тюркских племён чуюэ и чуми остались в бассейне р. Кунгес (Уйгурия) и не пошли вместе с Ашина Мишэ на восток.